# Pica (Chili)
Pour les articles homonymes, voir Pica.
Pica est une commune du Chili située dans la province de Choapa qui fait partie de la région de Tarapacá au nord du Chili. En 2016, sa population s'élevait à 6 653 habitants. La superficie de la commune est de 8 810 kilomètres carrés ; la densité est donc inférieure à 1 habitant par kilomètre carré. La quasi-totalité de la population habite le bourg de Pica ou celui voisin de Matilla ; moins de 100 personnes habitent sur le reste de la commune qui est désertique.
Le nom de Pica vient du quechua piqai´ signifiant « fleur dans le sable ». Pica est avec sa voisine Matilla (distante de 2 kilomètres) une oasis typique du nord chilien. On y cultive des fruits tels que la goyave et le citron qui sont, avec le tourisme, les principales ressources de la ville.

## Tourisme
Le village obtient en 2021 le label Meilleurs villages touristiques de l'Organisation mondiale du tourisme.
Le bâtiment principal de la ville est l'église San Andrès qui fut successivement détruite en 1600 et en 1768 par des séismes. Le clocher gauche est penché, trace de petits séismes plus récents. L'architecture des maisons est aussi intéressante, on peut voir dans la rue principale de vieilles maisons entièrement restaurées, ainsi que la maison natale de Remigio Morales Bermúdez.
Visitez aussi le parc Juan Martinez à côté du cimetière.
À l'ouest de la ville visitez la Cocha Resbaladero qui est une piscine thermale alimentée en eau chaude naturelle. Elle est creusée à même la roche et possède une partie qui se trouve être une petite grotte.
À l'entrée ouest de la ville sur la route A-665, vous trouverez deux reproductions de dinosaure.
Au n° 178 de la rue Balmaceda se trouve un bâtiment dont le rez-de-chaussée est occupé par un petit musée qui expose diverses pièces archéologiques et artisanales et qui relate l'époque des mines de salpêtre. Au 1er étage se trouve la bibliothèque municipale.

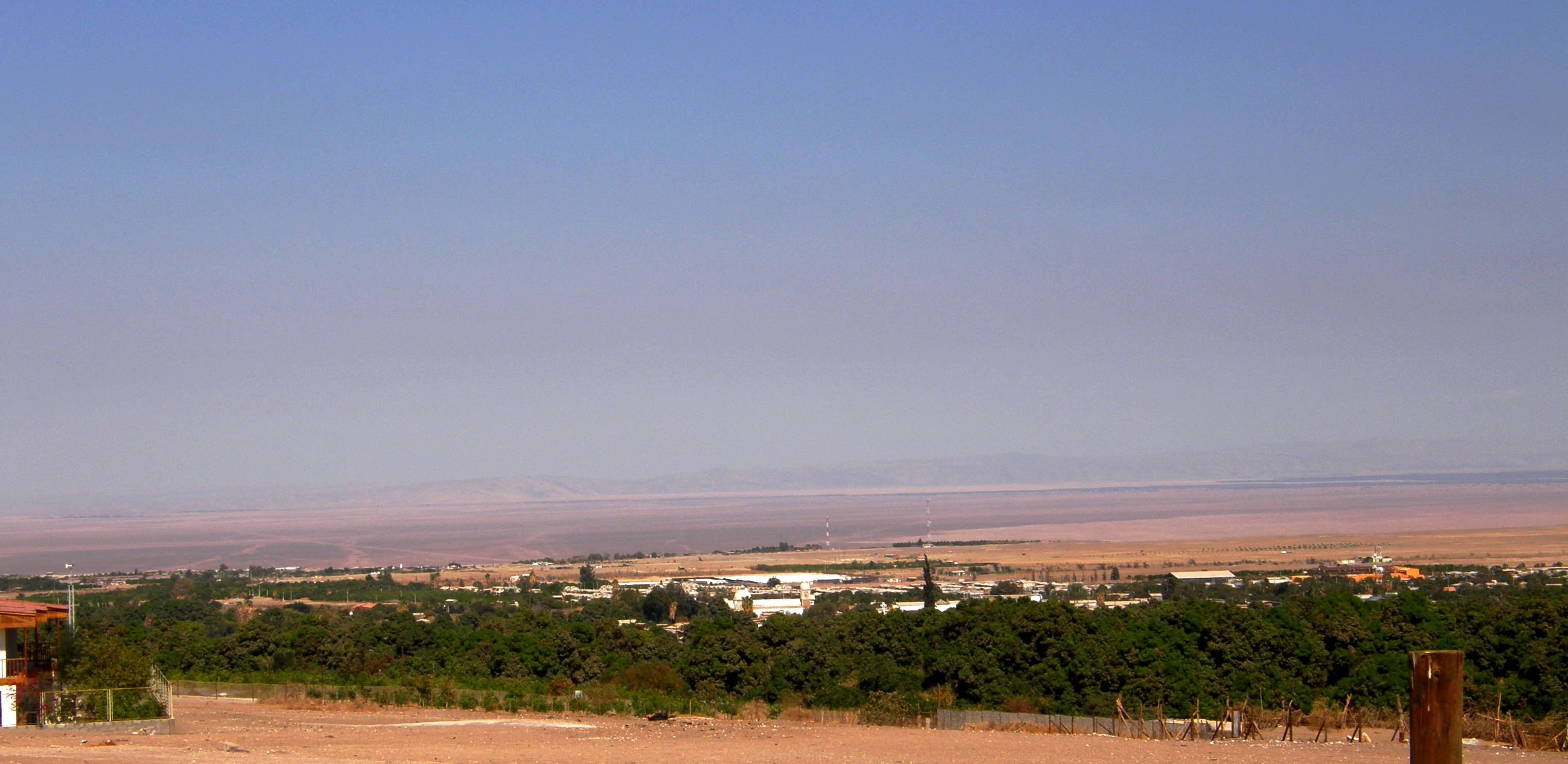
Vue de l'ensemble de l'oasis de Pica.
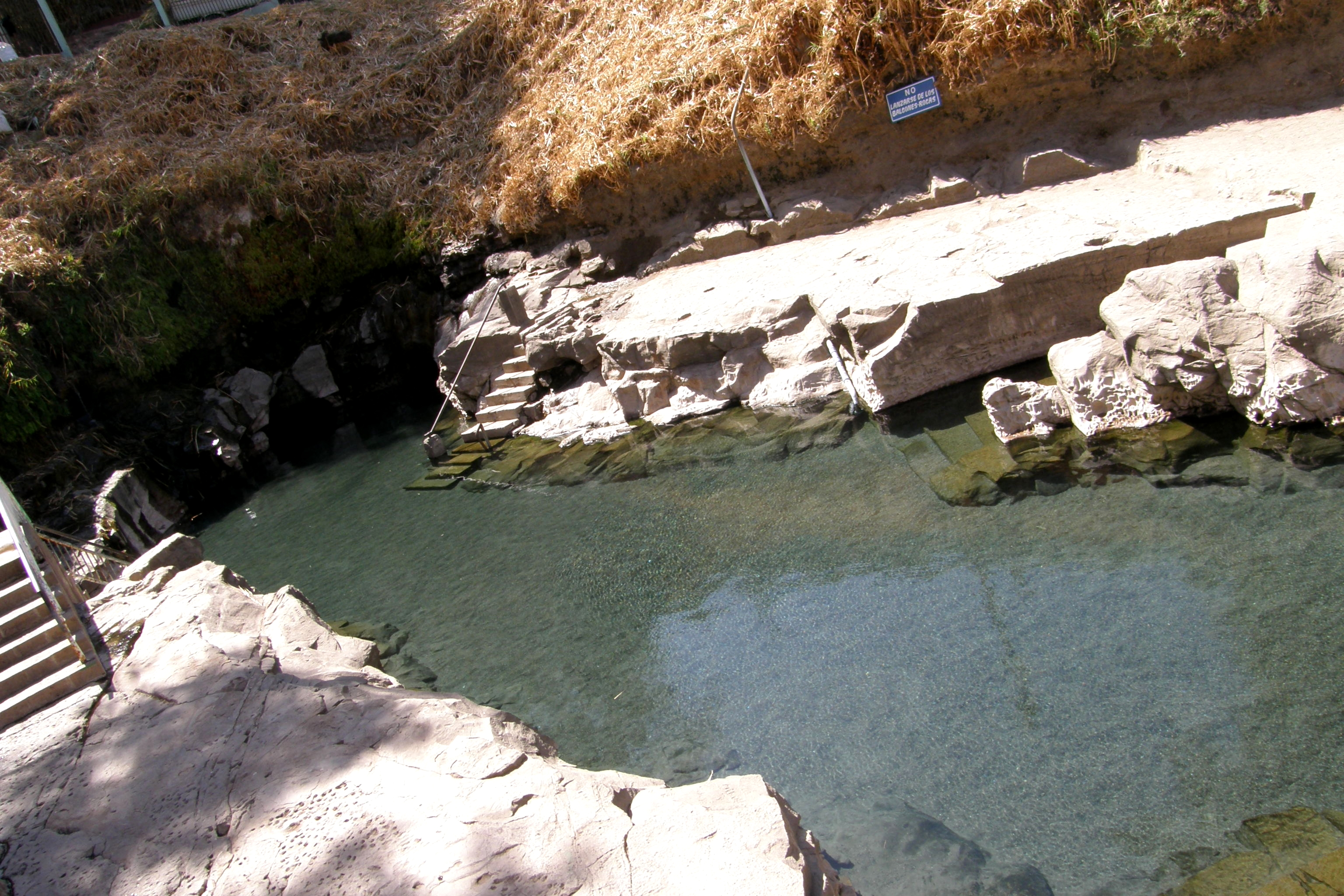
La cocha resbaladero.
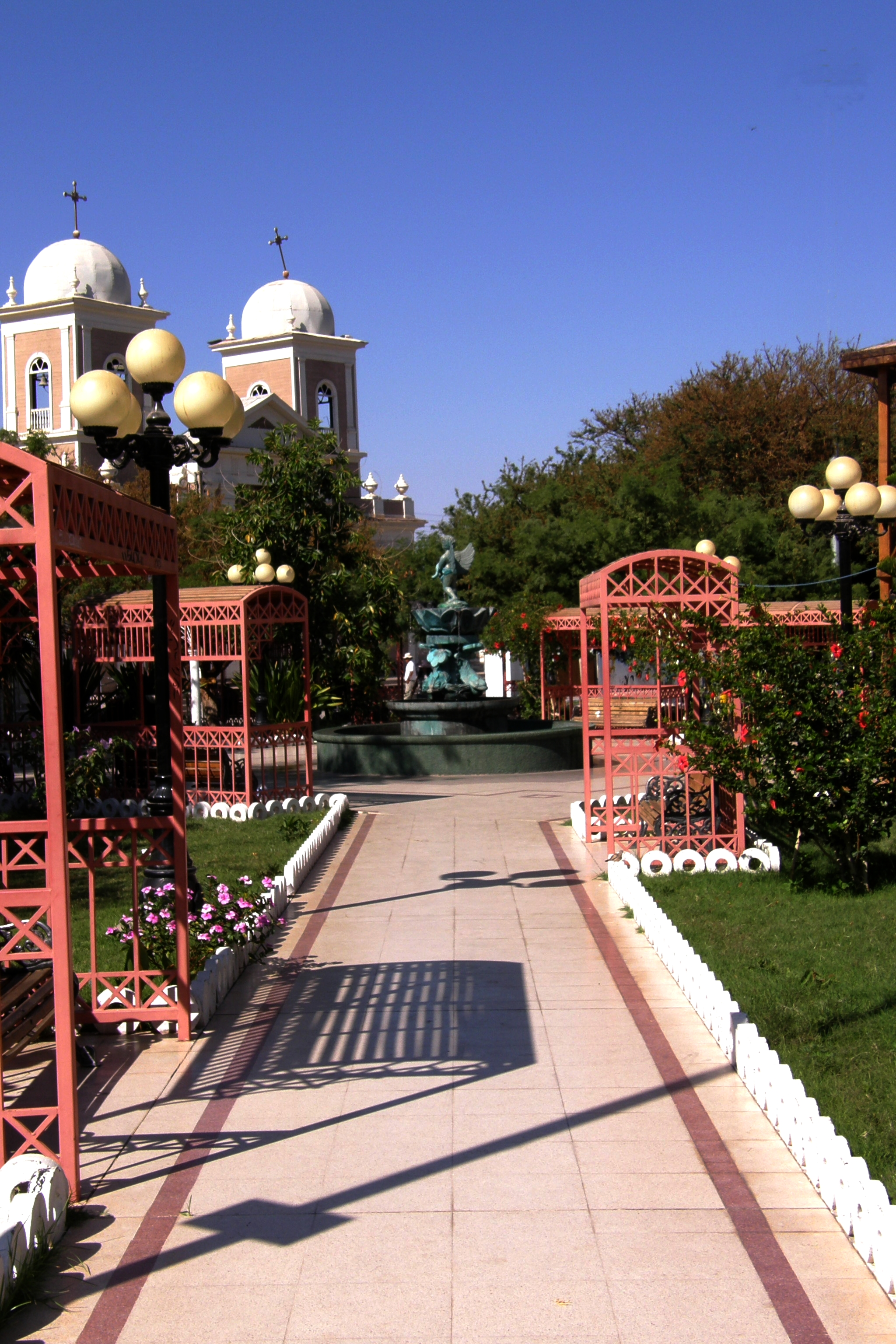
La Place de l'église.
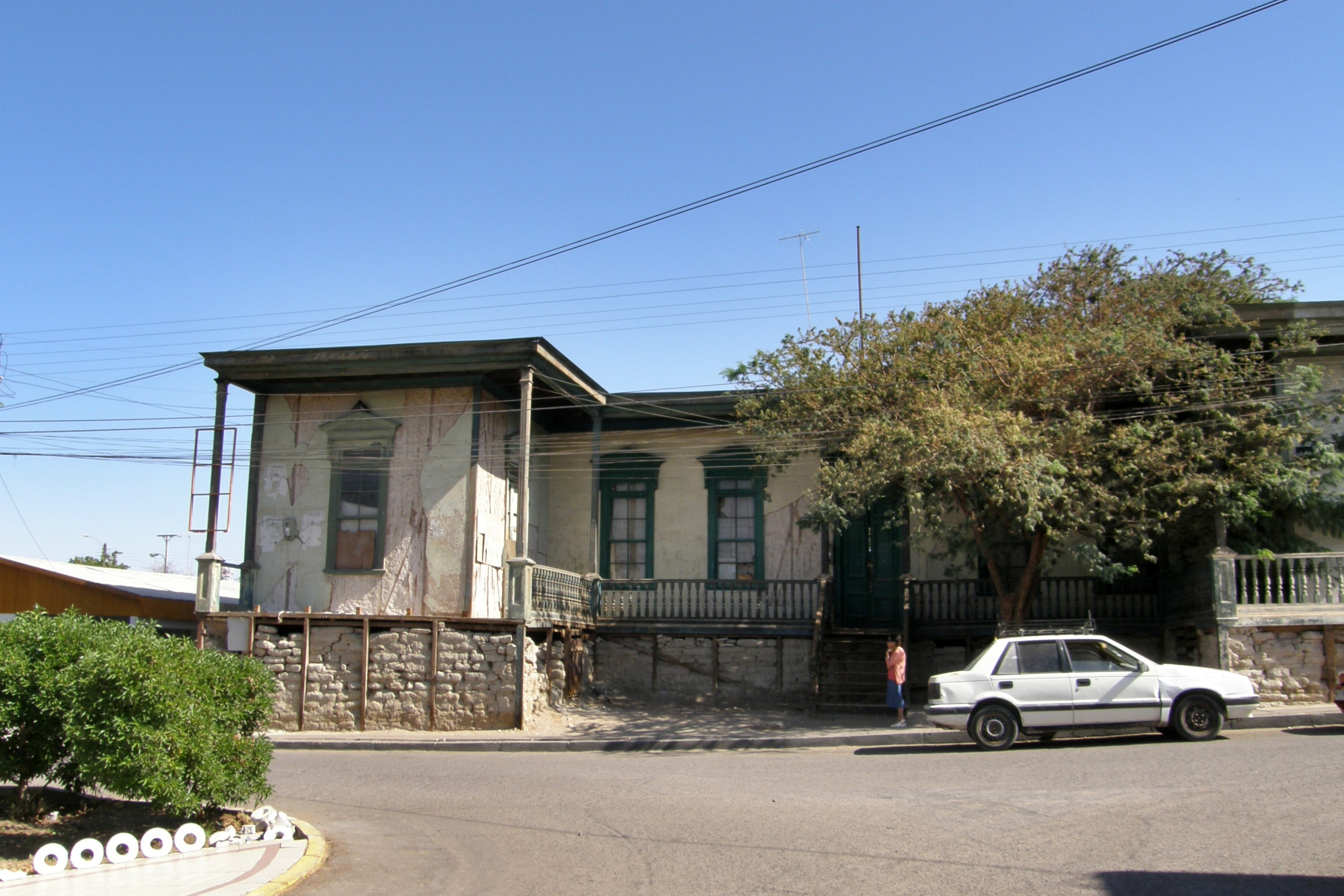
La maison natale de Remigio Morales Bermúdez.
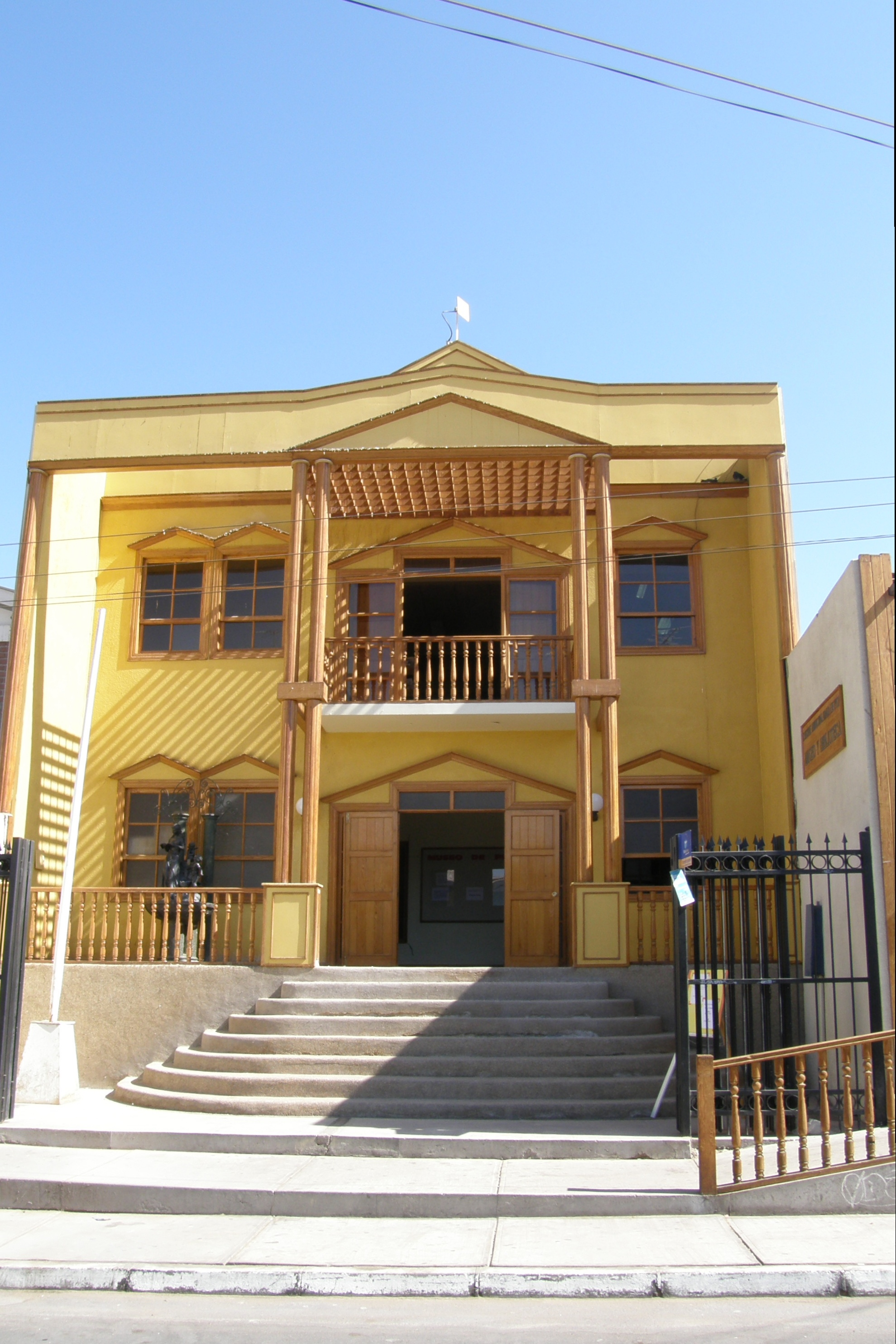
Le musée de Pica